# IC 5330
IC 5330 ist ein Stern im Sternbild  Pisces. Das Objekt wurde im Jahre 1894 von Guillaume Bigourdan entdeckt und wurde wahrscheinlich irrtümlich für eine Galaxie gehalten.